# Зібельдінген
Зібельдінген (нім. Siebeldingen) — громада в Німеччині, розташована в землі Рейнланд-Пфальц. Входить до складу району Південний Вайнштрассе. Складова частина об'єднання громад Ландау-Ланд.
Площа — 6,07 км2. Населення становить 1003 ос. (станом на 31 грудня 2020).

## Галерея

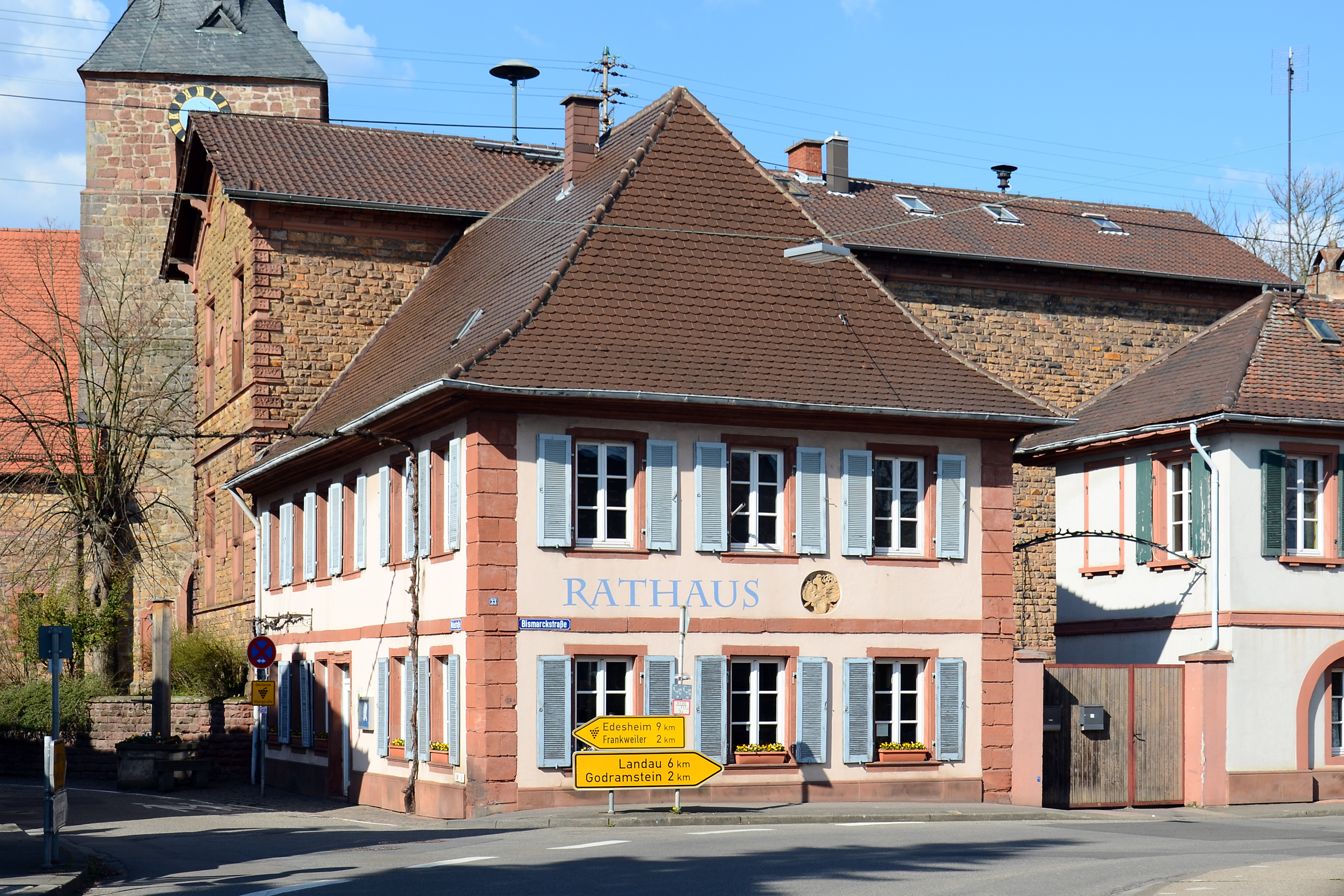
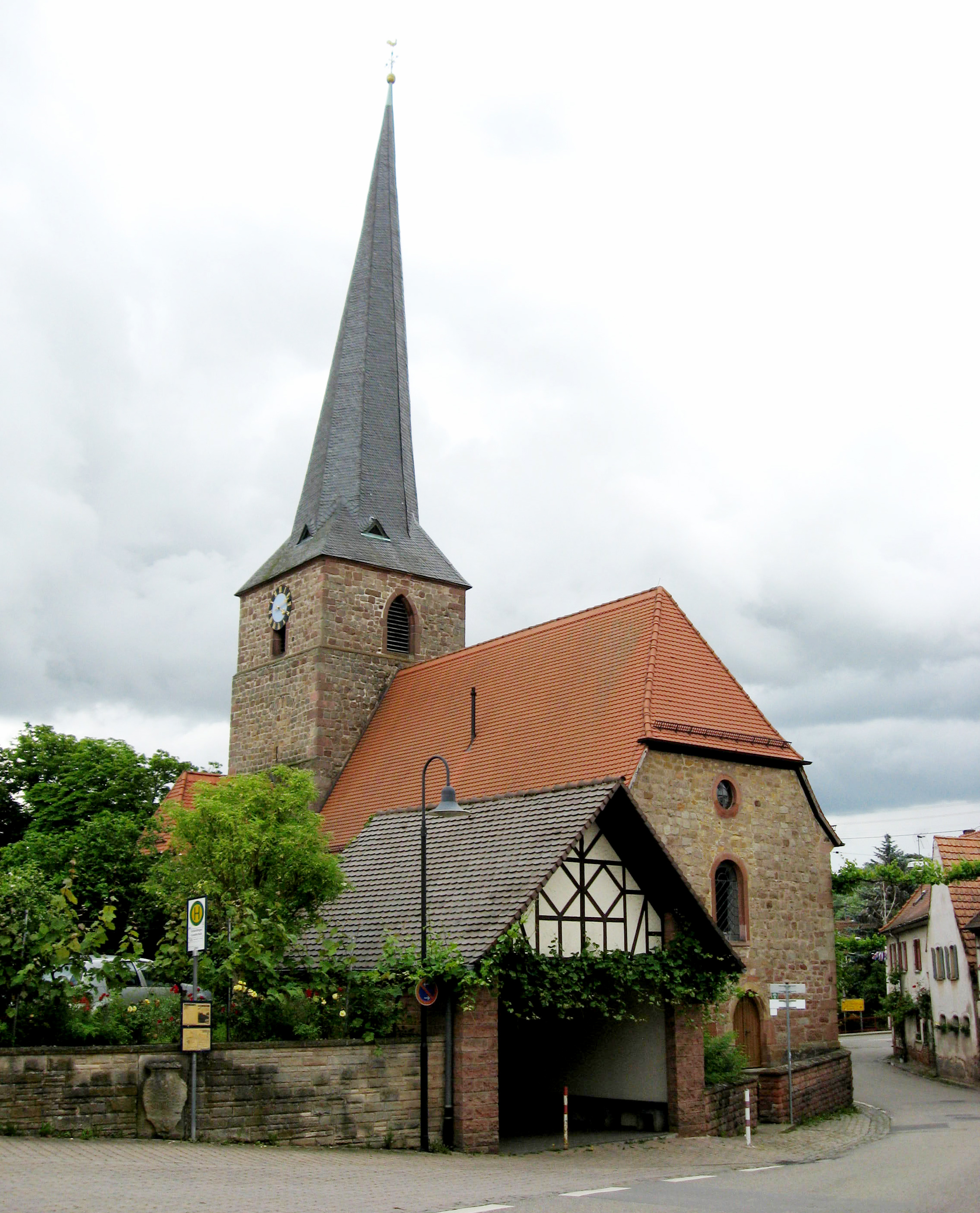